# Triquet Island
Triquet Island är en ö i Kanada.   Den ligger i Central Coast Regional District och provinsen British Columbia, i den sydvästra delen av landet, 3 800 km väster om huvudstaden Ottawa. Arean är 1,4 kvadratkilometer.
Terrängen på Triquet Island är platt. Öns högsta punkt är 49 meter över havet. Den sträcker sig 1,8 kilometer i nord-sydlig riktning, och 1,6 kilometer i öst-västlig riktning.